# Meester van het missaal van Paul Beye

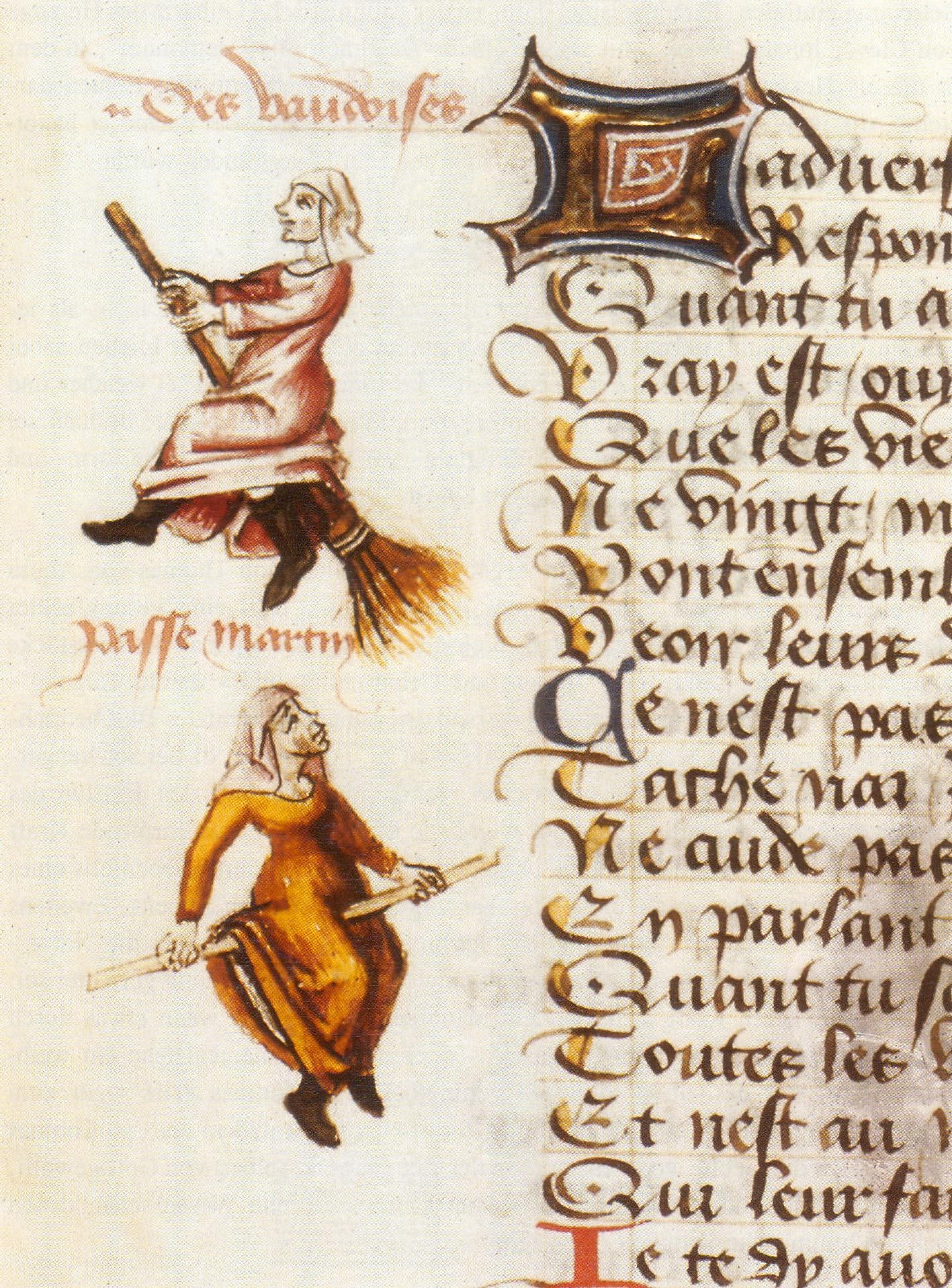
Meester van het missaal van Paul Beye, randversiering in de Champion des dames, BnF, fr. 12476.

De Meester van het missaal van Paul Beye is een anonieme miniaturist die actief was in Picardië en Artesië omstreeks 1430 à 1455. Hij werkte voornamelijk in Kamerijk en Atrecht. Het werk van deze kunstenaar werd pas sinds 1993 gereconstrueerd en er werden tot in 2011 slechts een vijftal handschriften en een verluchte oorkonde aan de meester toegeschreven.
Hij kreeg zijn noodnaam naar het oudste van hem bekende werk, een missaal dat in 1435 werd verlucht voor Paul Beye, kanunnik aan de kathedraal van Kamerijk, die het schonk aan de kapel van de apostels Petrus en Paulus in de kathedraal.
Een paneelschilderij dat alleen nog bekend is van tekeningen uit de 17e eeuw wordt ook aan deze meester toegeschreven. Hij zou dus naast miniaturist ook paneelschilder geweest zijn.

## Stijlkenmerken
De stijl van de meester komt zeer goed tot uiting in de verluchting van zijn ‘Champion des dames’, de tweede versie van het boek van Martin le Franc die geïllustreerd werd. De verluchtingscyclus van dit exemplaar stond model voor de verluchte kopieën die daarna gerealiseerd werden.
De techniek die deze meester gebruikt, houdt het midden tussen een gekleurde tekening en een geschilderde miniatuur. Zijn personages zijn meestal klein, ineengedoken, actief gesticulerend en expressief met wijde kleding met gebroken plooien. Ze zijn gekleurd met tinten die afwisselend levendig en koud zijn, zoals vermiljoenrood, okergeel en leiblauw. Ze staan op een groene ondergrond gemodelleerd met kastanjebruine stippen. De bovenzijde van de figuren is meestal direct op de witte achtergrond van het perkament geschilderd. De verluchting van de ‘Apocalyps in beelden’ ligt volledig in lijn met die van de ‘Champion des dames’.
De monumentale kruisiging die hij schilderde in het missaal besteld door Paul Beye is van een gans andere orde. De figuren op dit werk contrasteren door hun monumentaliteit heel erg met de latere werken van de meester.

## Identificatie
Men heeft deze anonieme meester geïdentificeerd met een zekere Jean de Namps die van 1445 tot 1465 als kopiist en miniaturist werkte voor het kapittel van de kathedraal van Kamerijk, maar men weet eigenlijk niets over de manuscripten waar Jean de Namps zou aan gewerkt hebben. Het missaal van Paul Beye werd bovendien tien jaar voor de aanstelling van Jean de Namps door het kapittel gemaakt, deze identificatie is dus weinig waarschijnlijk.
Een andere identificatie die men recent voorstelde is die met Barthélemy Poignare. Deze Poignare signeerde de ‘Champion des dames’ (Bnf 12476) als kopiist. Uit vergelijking van de akte die hij maakte voor Filips de Goede, de oorkonde van Dijon, met de oorkonde van Kamerijk toegeschreven aan onze anonieme meester, zou blijken dat het over dezelfde man gaat. Ook de eenheid van werk tussen kopiist en miniaturist die men kan vaststellen in de ‘Champion des dames’ zou aanduiden dat kopiist en miniaturist dezelfde persoon waren. Bovendien wijzen de gelijkaardige versieringen en de verwerking van de heraldische emblemen in de oorkonde van Dijon en in de ‘Champion des dames’ ook in deze richting. Poignare was naast een uitzonderlijk kalligraaf en kopiist ook musicus en zanger, dit zou zijn hommage aan Guillaume Dufay en Gilles Binchois kunnen verklaren.

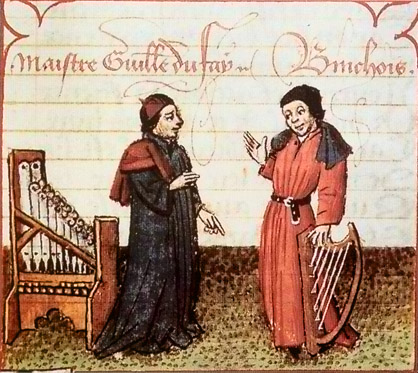
Meester van het missaal van Paul Beye, Guillaume Dufay en Gilles Binchois.

## Toegeschreven werken
- Missaal van Paul Beye, 1435, Cambrai, Bibliothèque municipale, ms. 151
- Champion des dames, 1451, Parijs, BnF, fr. 12476 ;
- Apocalyps in beelden, Lyon, Bibliothèque municipale de Lyon, ms. 439 ;
- Bundel werken van Pierre d’Ailly, frontispice, Cambrai, Bibliothèque municipale, ms. 954 ;
- Roman de Troie, Maredsous, Bibliotheek van de abdij, ms. F° 26.
- Oorkonde van juni 1446 met een overeenkomst tussen Jean de Bourgogne, bisschop van Kamerijk en het kapittel van de kathedraal, Rijsel, ADN, Musée 14, 4G 148/2269A

## Weblinks
- Le Champion des Dames, omschrijving en online raadplegen
- Apocalyps in beelden, omschrijving en online raadplegen
- Oorkonde van Dijon omschrijving en online raadplegen
- Oorkonde Kamerijk (p.17)